# Physalideae
Physalideae (Physaleae), biljni tribus, dio porodice pomoćnica ili krumpirovki. Sastoji se od tri imenovanih podtribusa.

## Tribusi i rodovi
1. Subtribus Iochrominae Reveal
  1. Iochroma Benth. (40 spp.)
  2. Trozelia Raf. (2 spp.)
  3. Saracha Ruiz & Pav. (8 spp.)
  4. Dunalia Kunth (5 spp.)
  5. Eriolarynx (Hunz.) Hunz. (4 spp.)
  6. Vassobia Rusby (2 spp.)
2. Subtribus Withaniinae Bohs & Olmstead
  1. Cuatresia Hunz. (18 spp.)
  2. Deprea Raf. (55 spp.)
  3. Withania Pauquy (12 spp.)
  4. Athenaea Sendtn. (14 spp.)
  5. Discopodium Hochst. (2 spp.)
  6. Tubocapsicum (Wettst.) Makino (2 spp.)
  7. Archiphysalis Kuang (2 spp.)
  8. Nothocestrum A. Gray (4 spp.)
3. Subtribus Physalidinae Reveal
  1. Physaliastrum Makino (6 spp.)
  2. Tzeltalia E. Estrada & M. Martínez (3 spp.)
  3. Schraderanthus Averett (1 sp.)
  4. Darcyanthus Hunz. ex N. A. Harriman (1 sp.)
  5. Brachistus Miers (3 spp.)
  6. Witheringia L´Hér. (13 spp.)
  7. Leucophysalis Rydb. (2 spp.)
  8. Oryctes S. Watson (1 sp.)
  9. Calliphysalis Whitson (1 sp.)
  10. Alkekengi Mill. (1 sp.)
  11. Quincula Raf. (1 sp.)
  12. Chamaesaracha (A. Gray) Benth. ex Franch. & Sav. (14 spp.)
  13. Capsicophysalis (Bitter) Averett & M. Martínez (1 sp.)
  14. Physalis L. (88 spp.)